# Araceli González Carballo
Araceli González Carballo (Lugo, 6 de julio de 1914-Madrid, 1990) fue enfermera, espía doble española. Junto a su primer marido fueron claves para conseguir hacer creer a Hitler y al mando alemán, que las tropas aliadas iban a entrar a Europa continental por Calais y no por Normandía, permitiendo el éxito del Desembarco de Normandía, al final de la Segunda Guerra Mundial.

## Biografía
Nació en la parroquia de Coeses, en el municipio de Lugo, hija de una buena familia que le proporciona una vida acomodada. Durante la guerra civil, ejerció de enfermera voluntaria en el hospital de sangre lucense, donde va realizando todo tipo de tareas de limpieza y atención a los enfermos y contemplando de cerca el sufrimiento.
En 1938, gracias a su padre, marchó a Burgos como secretaria del gobernador del Banco de España, donde en febrero de 1939 conoció a quien sería su primer marido y colaborador, el oficial y doble espía Joan Pujol García. Al acabar la guerra se casaron y se trasladaron a Madrid. En 1942 se traslada con su marido a Londres, donde se incorpora a la sociedad inglesa y conoce a la duquesa de Kent y otros miembros de la aristocracia, además de simpatizar con Winston Churchill. A pesar de ser feliz, vive una vida muy intensa y peligrosa facilitando informaciones falsas a los alemanes sobre los lugares que debían de bombardear, sobre la creación de una red de agentes secretos, etc.
En 1944, después de la operación Fortitude, volvieron a Madrid, y después a Lugo, donde la policía sospechó que Araceli podía estar involucrada en espionaje. Entonces, por miedo a ser descubiertos, el matrimonio y los dos hijos, Juan y Jorge, decidieron desaparecer de la escena pública y trasladarse a Caracas, donde nace la tercera hija, María Eugenia. Araceli no se adaptó a Venezuela y decidió volver a Lugo con sus hijos, para después trasladarse a Madrid, donde trabajó de intérprete, guía y relaciones públicas para las delegaciones diplomáticas de las embajadas estadounidense y británica, mientras, su marido temeroso por su vida, decide quedarse. Araceli y Joan están cada vez más distantes y el matrimonio se separa.
En 1958 se casa de nuevo con Edward Kreisler y sus tres hijos adoptan el apellido Kreisler en la nueva familia. En 1965 fundan la Galería Kreisler. En 1990 Araceli moría de un derrame cerebral.

## Filmografía
- Hitler, Garbo... y Araceli, Documental teatralizada sobre la vida de Araceli González de José de Cora, realizado por TVGA (2009)